# Thure Filén
Thure Gustaf Filén, född 15 februari 1877 i Flisby församling, Jönköpings län, död 18 januari 1966 i Torpa församling, Östergötlands län  var en svensk militär (kapten), skriftställare, socialsekreterare, målare och tecknare.
Han var son till bankdirektören Claës Wilhelm Filén och Maria Charlotta Waldner och från 1921 gift med Annie Eksell. Hans konst består huvudsakligen av interiörer, och motiv från Tranås och Ydre utförda i akvarell. 
Separat ställde han ut i Tranås och han medverkade i ett flertal samlingsutställningar. Som författare gav han ut några diktsamlingar och han gav ut en del kulturhistoriska böcker som han själv illustrerade.